# Nick Leddy
Nick Leddy (* 20. März 1991 in Eden Prairie, Minnesota) ist ein US-amerikanischer Eishockeyspieler, der seit März 2022 bei den St. Louis Blues in der National Hockey League unter Vertrag steht. Zuvor verbrachte der Verteidiger vier Jahre bei den Chicago Blackhawks, mit denen er in den Playoffs 2013 den Stanley Cup gewann, sowie sieben Spielzeiten bei den New York Islanders und war kurzzeitig für die Detroit Red Wings aktiv.

## Karriere
Nick Leddy spielte während seiner Juniorenzeit von 2006 bis 2009 Eishockey bei den Eden Prairie Eagles, der High-School-Mannschaft der Eden Prairie High School, im High-School-Ligensystem der Vereinigten Staaten. Nach Abschluss seiner High-School-Karriere gewann Leddy im Kalenderjahr 2009 die jährlich vergebene Auszeichnung als Minnesota Mr. Hockey, welche den besten High-School-Spieler des US-Bundesstaates Minnesota würdigt. Anschließend wurde er beim NHL Entry Draft 2009 in der ersten Runde an Position 16 von den Minnesota Wild ausgewählt. Die Saison 2009/10 verbrachte er an der University of Minnesota und spielte für deren Eishockeymannschaft, die Golden Gophers, in der Western Collegiate Hockey Association, einer Division der National Collegiate Athletic Association. Im Februar 2010 gaben die Minnesota Wild seine NHL-Rechte und Kim Johnsson an die Chicago Blackhawks ab, um Cam Barker zu erwerben.

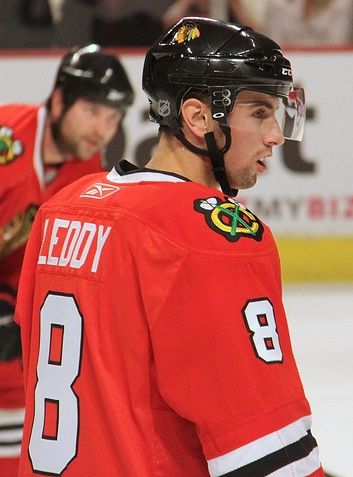
Nick Leddy im Trikot der Chicago Blackhawks

Im Juli 2010 unterschrieb Leddy seinen ersten Profivertrag bei den Blackhawks, der für drei Jahre Laufzeit Gültigkeit besaß. Am 7. Oktober 2010 debütierte er im Spiel gegen die Colorado Avalanche in der National Hockey League. Vier Tage später erzielte Leddy sein erstes Tor in der NHL, als er Ryan Miller von den Buffalo Sabres mit einem flachen Handgelenkschuss bezwang. Am 17. Oktober 2010 wurde er ins Farmteam zu den Rockford IceHogs in die American Hockey League geschickt, für die er anschließend regelmäßig zum Einsatz kam. Im Januar 2011 wurde Leddy wieder in den NHL-Kader der Blackhawks berufen.
Nach vier Jahren in Chicago (und dem Stanley-Cup-Gewinn 2013) gaben ihn die Blackhawks im Oktober 2014 an die New York Islanders ab, um den Salary Cap einzuhalten. Die Islanders transferierten im Gegenzug Ville Pokka, T. J. Brennan und die Rechte an Anders Nilsson nach Chicago. Im Februar 2015 unterzeichnete er dann einen neuen Siebenjahresvertrag in New York, der ihm ein durchschnittliches Jahresgehalt von 5,5 Millionen US-Dollar einbringen soll.
Nach sieben Jahren in New York gaben ihn die Islanders im Juli 2021 mit einem verbleibenden Vertragsjahr an die Detroit Red Wings ab und erhielten im Gegenzug Richard Pánik sowie ein Zweitrunden-Wahlrecht für den NHL Entry Draft 2021. Die Red Wings übernahmen dabei weiterhin die Hälfte von Pániks Gehalt. Im März 2022 allerdings wurde der Verteidiger bereits samt Luke Witkowski zu den St. Louis Blues transferiert, während die Red Wings Oskar Sundqvist, Jake Walman sowie ein Zweitrunden-Wahlrecht im NHL Entry Draft 2023 erhielten. Hierbei übernahmen nun die Red Wings 50 % von Leddys Gehalt. In St. Louis unterzeichnete er dann im Juli 2022 einen neuen Vierjahresvertrag, der ihm ein durchschnittliches Jahresgehalt von vier Millionen US-Dollar einbringen soll.
Im Trikot der Blues bestritt Leddy im März 2024 seine insgesamt 1000. NHL-Partie der regulären Saison.

### International
Leddy vertrat sein Heimatland bei der U20-Junioren-Weltmeisterschaft 2011 und gewann die Bronzemedaille.

## Erfolge und Auszeichnungen
- 2009 Minnesota Mr. Hockey
- 2011 Bronzemedaille bei der U20-Junioren-Weltmeisterschaft
- 2013 Stanley-Cup-Gewinn mit den Chicago Blackhawks

## Karrierestatistik
Stand: Ende der Saison 2024/25

### International
Vertrat die USA bei:
- U20-Junioren-Weltmeisterschaft 2011

(Legende zur Spielerstatistik: Sp oder GP = absolvierte Spiele; T oder G = erzielte Tore; V oder A = erzielte Assists; Pkt oder Pts = erzielte Scorerpunkte; SM oder PIM = erhaltene Strafminuten; +/− = Plus/Minus-Bilanz; PP = erzielte Überzahltore; SH = erzielte Unterzahltore; GW = erzielte Siegtore; 1 Play-downs/Relegation; Kursiv: Statistik nicht vollständig)